# Relaciones Chile-Siria
Las relaciones Chile-Siria son las relaciones internacionales entre la República de Chile y el República Árabe de Siria.

## Historia

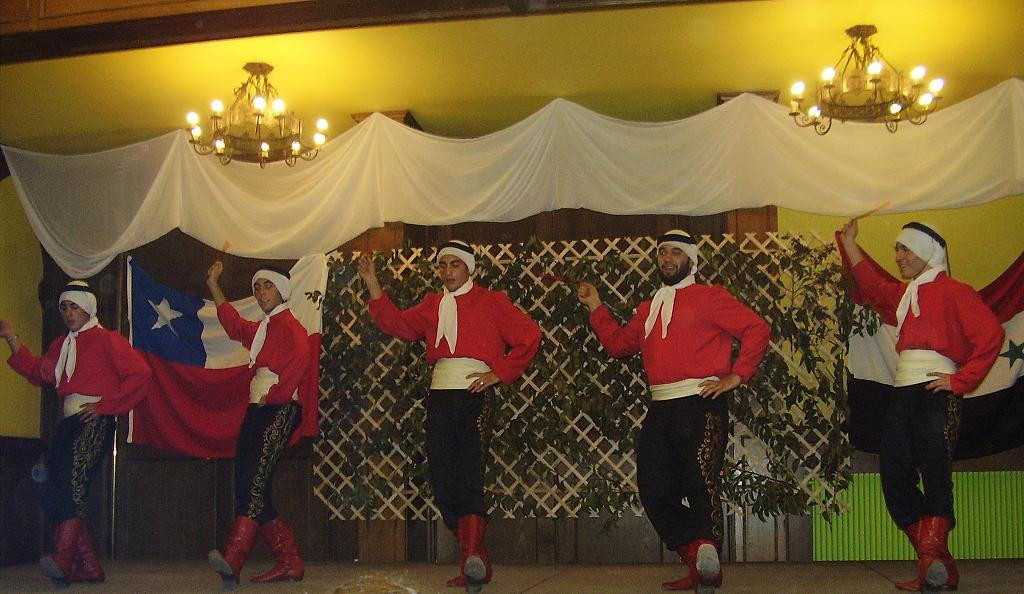
Grupo bailando dabke en el Club Sirio Unido de Chile.

Las relaciones bilaterales entre ambos países se remontan al 9 de abril de 1928, cuando Chile nombró a Fred Haleby Trabulsey como cónsul en Beirut con circunscripción en Siria, Palestina, Mesopotamia y Persia. En 1945 se establecieron relaciones diplomáticas propiamente tal, primeramente a nivel de embajadas concurrentes y luego residentes tanto en Santiago de Chile como Damasco.  El inicio de las relaciones bilaterales, estaría vinculado con la existencia de una activa colonia de sirios en Chile, que formaron parte de la emigración árabe desde fines del siglo XIX. Según la Guía Social de la Colonia Árabe de 1941, había en Chile hasta esa fecha 706 familias sirias, equivalentes a 3.520 personas.
En 1975, una Misión de Amistad, presidida por el vicecanciller chileno, Enrique Valdés, realizó una visita a Siria. En dicha oportunidad, se reunió con su par sirio, así como los ministros de Economía y de Educación. A fines de julio de 1981, después de varios años de sostener una relación bilateral de carácter concurrente, presentó sus Cartas Credenciales ante el presidente Háfez al-Ásad, el embajador de Chile en Siria, Miguel Jacob Helo. Siria por su parte, decidió en septiembre de ese año elevar el rango de su representación diplomática en Chile. Así, en junio de 1982 el nuevo embajador de Siria en Chile, Hisham Hallej, presentó sus cartas credenciales ante el General Augusto Pinochet.
En febrero de 2006, tras la divulgación en la prensa de una publicación danesa con una caricatura del profeta Mahoma, se llevaron a cabo diversas manifestaciones de descontento en las principales ciudades del mundo árabe, incluyendo Damasco, donde una multitud se reunió en las afueras de la sede diplomática de Dinamarca, ubicada en el mismo edificio en que estaba la Embajada de Chile, siendo blanco de saqueos e incendios que culminaron con la destrucción de las oficinas, archivos y mobiliario de la legación chilena. Tras estos hechos, el Gobierno de Chile presentó una nota de protesta ante Siria, acordándose con las autoridades sirias las consecuentes reparaciones y facilidades para el restablecimiento de la actividad diplomática de Chile en ese país. Otras dos notas de protestas fueron presentadas por Chile ante Siria, primero por una detención y golpiza de un turista chileno en Damasco en marzo de 2011, y posteriormente en mayo de ese año por la vulneración al principio de inviolabilidad diplomática de un automóvil oficial. Otro hecho que afectó la relación bilateral fue el homicidio del cónsul chileno en Damasco, Héctor Faúndez, quien el 26 de marzo de 2007 fue encontrado estrangulado y con señas de haber sido golpeado en su departamento del barrio Malki. El chofer de la embajada chilena, que fue quien lo encontró, había sido enviado por el embajador Fiegelist, alertado por la inasistencia de Faúndez a su trabajo. El 3 de abril, la policía siria arrestó a quien sería el autor confeso del crimen, cuyo móvil habría sido delictual.
A propósito de la Guerra Civil Siria, el Ministerio de Relaciones Exteriores de Chile emitió un comunicado en 2011 desaconsejando a los ciudadanos chilenos viajar a Siria hasta que la situación retorne a la normalidad. Al año siguiente, todos los funcionarios de la embajada de Chile en Damasco recibieron la instrucción de abandonar el país. Asimismo, Chile ha recibido a unos 300 refugiados sirios que escaparon de dicho conflicto bélico.

## Relaciones comerciales
En 2022, el intercambio comercial entre ambos países ascendió a los 0,11 millones de dólares estadounidenses, con una tasa de crecimiento anual promedio de 11% en los últimos cinco años, constando en su totalidad de exportaciones sirias a Chile, principalmente semillas de anís, badiana, alcaravea o hinojo, bayas de enebro y condimentos compuestos.

## Misiones diplomáticas
- Chile tiene una embajada en Damasco.[1]
- Siria tiene una embajada en Santiago de Chile.